# China Lucky Film Corporation
China Lucky Film Corporation (Lucky Film, China Lucky Group Corporation) — крупнейший китайский производитель фотоматериалов, основанный в 1958 году. Производит светочувствительные плёнки и фотобумагу, магнитную плёнку, специальные технические плёнки, а также цифровые светочувствительные датчики.

## История и описание
Lucky Film основана в 1958 году, штаб-квартира расположена в Баодине, находящемся в провинции Хэбэй, в 150 километрах от Пекина. К началу XXI века стала крупнейшим в Китае производителем фотографических плёнок и других светочувствительных товаров.
По состоянию на 2007 год в корпорацию входят:
- фабрика плёнок № 2 в Наньяне;
- научно-исследовательский институт Lucky Research Institute of Photosensitive Chemistry, расположенный в Шэньяне;
- фабрика бумаги Lucky Shanghai Paper Mill.

В 1999 году фирма получила сертификацию ISO 9001.

## Продукция
Производит:
- светочувствительные материалы;
- магнитные носители информации;
- технические плёнки;

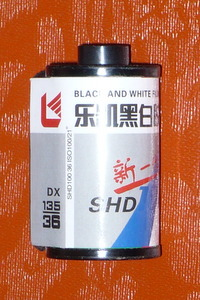
Фотоплёнка типа 135 производства Lucky

- цифровое светочувствительное оборудование.

Цветные фотоплёнки и фотобумаги фирмы неоднократно получали высшие национальные премии.